# Arpale (Perteque)
Arpale (em turco: Arpalı), Missanderiche (em curdo: Misaderiç) ou Lussatarriche (em armênio: Լուսաթառիճ; romaniz.: Lusat’aṙič) é uma vila no distrito de Perteque, na província de Tunjeli, na Turquia. Segundo o censo de 2021, havia 78 habitantes.

## História
Arpale fica na margem esquerda do Eufrates, na confluência do rio Arasani. Na Antiguidade, quando se chamava Lussatarriche, era o centro do distrito (gavar) de Gucana, na província de Sofena do Reino da Armênia. No Período Otomano, fez parte do caza de Charsanjaco do sanjaco de Mazguirte do vilaiete de Carpute. Em 1872-73, tinha uma população de 20 armênios e dois curdos e, em 1915, 30 armênios e 10 curdos. A economia local se baseava na agricultura. Relata-se que havia uma Igreja de São Jacó (Surb Hakob), com uma escola armênia para 18 pessoas. Nas cercanias havia o mosteiro arruinado dos Quarenta Mártires (K’arasun mankunk’), cuja população foi deportada e massacrada no genocídio armênio de 1915.